# Tervben maradt nevezetes budapesti épületek, építmények
Az alábbi lista olyan Budapesten tervezett épületeket, építményeket sorol fel, amelyek – különböző okokból – nem (vagy csak részben) épültek fel.

## A lista
| Kép (egy pályázat)                                          | Név                                                                                | Tervezés ideje          | Elhelyezkedés                                                 | Megjegyzés |
| ----------------------------------------------------------- | ---------------------------------------------------------------------------------- | ----------------------- | ------------------------------------------------------------- | --- |
| ,                                                           | Gellért-hegyi történelmi emlékmű (I. Nemzeti Pantheon)                             | 1871                    | Gellért-hegy tetején                                          | Feszl Frigyes és Berczik Gyula terve |
|                                                             | tornyos történelmi emlékmű a Margit-hídra                                          | 1873                    | Margit-híd közepén                                            | Schulek Frigyes terve |
|                                                             | Elevátor-házak                                                                     | 1879                    | a mai Közraktár utca mentén                                   | Három Elevátor-ház megépítése volt tervbe véve, ezek közül csak 1 épült meg. |
|                                                             | Gellért-hegyi történelmi emlékmű (II.)                                             | 1880-as évek            | Gellért-hegy tetején                                          | |
|                                                             | Ívhíd a Gellért-hegy tetejére                                                      | 1880-as évek            | a mai Erzsébet-híd helyén                                     | |
|                                                             | Ivócsarnok                                                                         | 1885                    | Hősök tere                                                    | |
|                                                             | Szent István-szobormauzóleum a Halászbástyán                                       | 1890 k.                 | Budapest, Szentháromság tér                                   | Schulek Frigyes terve |
|                                                             | Gellért-hegyi Kastély                                                              | 1892                    | Gellért-hegy tetején                                          | Straub Sándor és Kolbenheyer Gyula terve. |
|                                                             | piramisszerű történelmi emlékmű                                                    | 1890-es évek            |                                                               | |
|                                                             | Gellért-hegyi történelmi emlékmű (III., Akropolis)                                 | 1890-es évek            | Gellért-hegy tetején                                          | Willheim Adolf terve |
|                                                             | A szabadságharc központi emlékműve                                                 | 1891                    | Hősök tere                                                    | |
|                                                             | A Farkasréti temető ravatalozója                                                   | 1899                    | Budapest, Németvölgyi út                                      | Monumentális, díszes, várszerű épületet tervezett Hegedűs Ármin, de nem valósult meg. A mai ravatalozóépület 1938-ban épült. |
|                                                             | Lipótvárosi zsinagóga                                                              | 1899                    | Szalay utca–Szemere utca–Markó utca–Koháry utca tömb          | |
| Archiválva 2022. január 5-i dátummal a Wayback Machine-ben  | a Rákoskeresztúri (mai Kozma utcai) zsidó temető árkádjai                          | 1901–1902               | 1108 Budapest, Kozma utca 6.                                  | |
|                                                             | Erzsébet királyné budapesti emlékműve                                              | 1901–1902, majd 1913    | 1014 Budapest, Szent György tér                               | Csak 1932-ben készült el (5. pályázat eredményeként), jelentősen módosított tervek alapján. |
|                                                             | Budapesti főpályaudvar                                                             | 1902                    | n. a.                                                         | |
|                                                             | Gellért-hegyi történelmi emlékmű (III., Nemzeti Pantheon)                          | 1902–1903               | Gellért-hegy tetején                                          | Medgyaszay István terve |
|                                                             | Székesfővárosi krematórium                                                         | 1903–1904, majd 1915    |                                                               | |
| Archiválva 2022. január 5-i dátummal a Wayback Machine-ben  | A Vallás- és Közoktatásügyi Minisztérium (Kultuszminisztérium) épülete             | 1905                    | 1055 Budapest, Balassi Bálint utca                            | |
|                                                             | Aquarium föld feletti épülete                                                      | 1905                    | Budapest, Andrássy út / Nagymező u. sarka                     | Fischer József terve. |
|                                                             | A Magyar Természettudományi Múzeum épülete                                         | 1905–1911               | Budapest, Vérmező                                             | Lendl Adolf terve. |
|                                                             | A Közlekedési Múzeum új épülete                                                    | 1910-es évek            | Lágymányos                                                    | Helyhiány miatt merült fel a gondolata. |
|                                                             | Népház                                                                             | 1911                    | János Pál pápa tér (akkor Tisza Kálmán tér)                   | |
|                                                             | Budapesti közösségi könyvtár és közművelődési intézet                              | 1911                    |                                                               | |
| Archiválva 2022. február 2-i dátummal a Wayback Machine-ben | Budai zsinagóga                                                                    | 1912                    | Krisztina körút – Széll Kálmán tér                            | |
|                                                             | Újságpalota                                                                        | 1913                    | Rákóczi út                                                    | |
|                                                             | Új Nemzeti Színház                                                                 | 1913                    |                                                               | |
|                                                             | József Fiúárvaház új épülete                                                       | 1917                    |                                                               | |
|                                                             | Néprajzi Múzeum                                                                    | 1923                    |                                                               | |
|                                                             | Gellért-hegyi magyar kálvária                                                      | 1926                    | Gellért-hegy                                                  | Alpár Ignác és Kotál Henrik tervei szerint 13 kis kápolnából és egy Golgothából állt volna. |
|                                                             | Kiskörúti toronyház                                                                | 1927                    | Anker-ház mellé                                               | |
|                                                             | 34 emeletes toronyház                                                              | 1928                    | Rókus Kórház helyén                                           | |
|                                                             | Attila-emlékmű                                                                     | 1929                    | Vérmező                                                       | Füredi Richárd terve. |
|                                                             | új Városház a Duna-parton                                                          | 1936                    | a Margit-szigettel szemben feküdt volna                       | |
|                                                             | A szeretet és békesség temploma                                                    | 1939                    | Baross tér                                                    | Megépítésére a háború miatt nem kerülhetett sor. |
|                                                             | A Fiumei úti sírkert új ravatalozója                                               | 1939, majd 1950-es évek | 1086 Budapest, Fiumei út 16-18.                               | A Fiumei úti sírkert ravatalozója és boncterme helyére épült volna. |
|                                                             | 120 méter magas tornyú új Városház és az Erzsébet sugárút                          | 1940                    | a Bajcsy-Zsilinszky út és a tervezett Erzsébet sugárút között | |
|                                                             | Magyar Szentföld-templom                                                           | 1940–1949               | 1021 Budapest, Heinrich István u. 3.                          | Részben épült fel. |
|                                                             | 140 m magas Magyar Dolgozók Partjának irodái és a Központi Kultúrpalota toronyháza | 1945 után               | pesti Duna-part                                               | A Lomonoszov Egyetem mintájára épült volna. |
|                                                             | MTESZ székház az Astoriánál                                                        | 1970                    | Astoria                                                       | A helyén mára egy irodaház épült, a Budapest ONE. |
|                                                             | 150 m magas toronyház                                                              | 2000 körül              | Őrmező                                                        | |
|                                                             | felhőkarcoló                                                                       | 2007                    | Clark Ádám tér                                                | |
|                                                             | Magyar Innováció Háza                                                              | 2016                    | 1146 Budapest, Hermina út 26-28.                              | A Közlekedési Múzeum egyes részei a második világháború során elpusztultak. Később új szárnyak épült a megmaradt részhez, azonban 2016–2017-ben a teljes múzeumot lebontották. Ekkor felmerült az eredeti, háború előtti épület visszaépítése a múzeum céljaira, később Magyar Innováció Házát rendezték volna be benne, azonban ez nem valósult meg. |

## Egyéb létesítmények
| Kép (egy pályázat) | Név              | Tervezés ideje | Elhelyezkedés | Megjegyzés                                                                                             |
| ------------------ | ---------------- | -------------- | ------------- | --- |
|                    | Reitter-csatorna | 1868           | belváros      | A csatorna felett tizenkét híd ívelt volna át, de végül a projekt pénzügyi gondok miatt el sem indult. |

## Érdekességek
Eger városában is terveztek egy nagyobb szabású mauzóleumot Gárdonyi Géza írónak, azonban ez sem készült el sohasem.

## Egyéb hivatkozások
- Magyar Építőművészet / Magyar Pályázatok 1903–2020
- Építő Ipar – Építő Művészet 1877-1932
- A pesti Duna-parton épült volna fel a 130 méter magas Magyar Történelem Tornya
- Ilyen is lehetett volna Budapest – A meg nem valósult fővárosi tervekről nyílt kiállítás
- Meg nem épült budapesti felhőkarcolók 1. A Horthy-kor elképesztő toronyház- és stadiontervei
- Egy százéves tervpályázat - Párizsi-udvar I. rész
- Buda legnagyobb zsinagógája is tornyosulhatna a Széll Kálmán tér felett
- Zsinagóga a Széll Kálmán téren?
- Lajta Béla zsinagógái
- Székely Márton: Építészeti tervpályázatok Magyarországon 1891–1918 között (doktori értekezés), Budapesti Műszaki és Gazdaságtudományi Egyetem Építészettörténeti és Műemléki Tanszék, Budapest, 2019, 89. o.
- Szocreál stílusú felhőkarcolók Budapesten?
- A Horthy-korszak meg nem épült felhőkarcolói